# Стадион Спортинг парк
Стадион Спортинг парк (енгл. Children's Mercy Park) је вишенаменски стадион у граду Канзас Сити, Канзас, САД. Стадион се налази у близини Канзас спидвеја, на крајњој западној страни округа Вајандот у Канзасу. Стадион је отворен током МЛС сезоне 2011. године, 9. јуна утакмицом против Чикаго фајера. Стадион има капацитет од 18.467 седишта, који се може проширити на 25.000 за концерте. Већина СКЦ игара привлачи око 21.000 гледалаца због различитих режима стадиона. Стадион је треће домаће место играња Спортинга, тада познат као Кансас Сити визардс, тим је играо на стадиону Ероухеад од 1996. до 2007. и Комјунити Америка балпарк од 2008. до 2010. Године 2013. стадион је био домаћин МЛС Ол-стар утакмице, мушке фудбалске репрезентације Сједињених Држава и победника МЛС Купа, и једини је стадион који угошћује сва три догађаја у истој години.
Бивша имена Лајвстронг спортинг парк (Livestrong Sporting Park) (2011–2013) и Спортинг парк (Sporting Park) (2013–2015).

## Историја

### Иницијално планирање
Првобитно, Спортинг клуб, власничка група тима, планирала је да се пресели у југоисточни Канзас Сити, Мисури, на земљиште које је раније заузимао Банистер тржни центар. План реконструкције, назван Трејлс, усвојен је 13. децембра 2007. године. Последњи пакет економских подстицаја, порески попуст од 30 милиона долара, донет је 21. новембра 2008. године.
Планирана локација стадиона је преуређена да би се локација припремила за инфраструктуру. Планирано је да се стадион отвори 2011. године са капацитетом од 18.500 седишта. Међутим, последице финансијске кризе 2008–2009 довеле су пројекат до паузе, а градитељ стадиона је на крају покушао да премести нови пројекат близу малопродајног центра Вилиџ Вест у Канзас Ситију, Канзас, близу Канзас спидвеја и Комјунити Америка болпарка. Програмер комплекса Трејлс је тражио додатна овлашћења за задуживање од Канзас Ситија, Мисури, за финансирање изградње фудбалског стадиона и његовог повезаног аматерског фудбалског комплекса. Међутим, град није био вољан да обезбеди жељено финансирање, што је навело инвеститора да тражи нову локацију преко државне границе.

### Изградња
У септембру 2009. програмер је затражио од званичника округа Вијандот и Канзаса дозволу да користе приходе од постојећег финансирања повећања пореза у области Вилиѕ вест за финансирање фудбалског комплекса. Дана 17. децембра, председник Спортинг КЦ, Роб Хајнеман, је дао ажуриране информације о ситуацији на стадиону објављене на званичном сајту и блогу тима, у основи стављајући локацију Канзас Сити у Канзасу као коначну, док се чека потписивање коначних споразума. 21. децембра, грађевинска машина је већ била на локацији Леџендс и чекала да се градња обавља на том месту. Округ Вајандот је 19. јануара одобрио обвезнице за финансирање стадиона, а 20. јануара одржана је церемонија постављања камена темељца када је извршни директор Спортинга, Роб Хајнеман, још користио тешку машинерију за преношење отпадног материјала на градилишту.

### Инаугурална сезона
Утакмица отварања одржана је 9. јуна 2011. године, када је Спортинг играо против Чикаго фајерса нерешено без погодака пред публиком од 19.925 људи са превеликим капацитетом. Први гол би дошао неколико дана касније током Златног купа Конкакафа 2011. када је Двејн Де Росарио реализовао једанаестерац за Канаду против Панаме. Први гол Спортинга постигао је Си Џеј Сапонг у победи од 1 : 0 над Сан Хозе ертквејксом, што је прва победа клуба на стадиону. Спортинг би своју прву регуларну сезону завршио на стадиону са резултатом 9–2–6 код куће. Просечна посећеност је била 17.810 за годину или 96,4% капацитета.

## Конкакафов златни куп
Овај стадион је више пута биран за стадион домаћина на турниру за Златни куп, фудбалском турниру репрезентација Конкакафа. Током 2011, 2015. и 2019.., овај стадион је био један од стадиона на којима су се играле фудбалске утакмице. Такође у 2021. овај стадион је био један од стадиона на којима су се играле фудбалске утакмице шампионата.
| 1 | 14. јун 2011. | Канада – Панама                                                                    | 1 : 1 | Групна фаза | 20.109 |  |  |
| 2 | 14. јун 2011. | Гваделуп – Сједињене Државе                                                        | 0 : 1 | Групна фаза | 20.109 |  |  |
| 3 | 13. јул 2015. | Хаити – Хондурас                                                                   | 1 : 0 | Групна фаза | 18.467 |  |  |
| 4 | 13. јул 2015. | Панама – Сједињене Државе                                                          | 1 : 1 | Групна фаза | 18.467 |  |  |
| 5 | 26. јун 2019. | Тринидад и Тобаго – Гвајана                                                        | 1 : 1 | Групна фаза | 17.037 |  |  |
| 6 | 26. јун 2019. | Панама – Сједињене Државе                                                          | 0 : 1 | Групна фаза | 17.037 |  |  |
|   |               |                                                                                    |       |             |        |  |  |
| 7 | 15. јул 2021. | Хаити – Канада                                                                     | 1 : 4 | Групна фаза | 7.511  |  |  |
| 8 | 15. јул 2021. | [[Фудбалска репрезентација Мартиника {{{altlink2}}}\|Мартиник]] – Сједињене Државе | 1 : 6 | Групна фаза | 7.511  |  |  |
| 9 | 18. јул 2021. | Сједињене Државе – Канада                                                          | 1 : 0 | Групна фаза | 18.467 |  |  |